# Bragasellus cortesi
Bragasellus cortesi är en kräftdjursart som beskrevs av Odette Afonso 1989. Bragasellus cortesi ingår i släktet Bragasellus och familjen sötvattensgråsuggor. Inga underarter finns listade i Catalogue of Life.